# Live at the Witch Trials
Albums de The Fall
Dragnet
(1979)
Live at the Witch Trials est le premier album de The Fall, sorti en 1979.
En dépit de son titre, il ne s'agit pas d'un album live ; il fut enregistré en studio en un seul jour et mixé par le producteur Bob Sargeant le jour suivant. En 2004, le bassiste Marc Riley déclara à la BBC que le groupe avait réservé le studio pour une semaine, mais que le chanteur Mark E. Smith était tombé malade, entraînant l'annulation des trois premiers jours. Comme cela fut courant pour le groupe jusqu'à la fin des années 1980, aucun single ne fut tiré de l'album.
Quelques chansons remontaient à d'anciennes configurations du groupe, Tony Friel et Una Baines étant mentionnés dans les crédits des chansons.
L'album, notamment le chant de Smith, est marqué par l'usage de drogues, en particulier d'amphétamines. Les chansons Underground Medecin (« médicament souterrain ») et Frightened (« effrayé ») évoquent respectivement les aspects positifs et négatifs de la prise d'amphétamines, un thème que l'on retrouvera dans plusieurs chansons ultérieures du groupe.

## Réception et critiques
Décrit comme « brillamment scabreux », l'album reçut globalement un accueil positif ; Record Mirror en particulier lui accorda cinq étoiles et le décrivit comme « un jukebox âpre, inquiet, sensible et rebelle » (« a rugged, concerned, attuned, rebellious jukebox »), en allusion au titre de l'un des morceaux. Melody Maker fut plus mitigé, se montrant particulièrement critique envers la section rythmique, alors formée de Marc Riley et Karl Burns. Cette même section rythmique est cependant qualifiée d'« énergique », avec un « groove surprenant » par Ned Raggett.

## Titres

### Édition britannique originale
Face A
1. Frightened (Mark E. Smith, Tony Friel) – 5:02
2. Crap Rap 2 / Like to Blow (Martin Bramah, Smith) – 2:04
3. Rebellious Jukebox (Smith, Bramah) – 2:51
4. No Xmas for John Quays (Smith) – 4:38
5. Mother-Sister! (Smith, Una Baines) – 3:20
6. Industrial Estate (Friel, Bramah, Smith) – 2:00

Face B
1. Underground Medecin (Bramah, Smith) – 2:08
2. Two Steps Back (Bramah, Smith) – 5:03
3. Live at the Witch Trials (Smith) – 0:51
4. Futures and Pasts (Bramah, Smith) – 2:36
5. Music Scene (Bramah, Yvonne Pawlett, Smith, Marc Riley) – 8:00

### Édition américaine originale
L'édition américaine de l'album, également publiée en 1979, présente un artwork différent et remplace Industrial Estate par Various Times la face B du second single du groupe, It's The New Thing. Toutes les éditions postérieures se sont conformés à la liste de titres de l'édition britannique originale.

### Rééditions
L'album fut disponible dans son édition originale jusque dans les années 1980 et fut réédité en vinyle, cassette et CD par IRS Records en 1989. Le label de Mark E. Smith, Cog Sinister, sortit une version CD masterisée à partir d'une version vinyle de mauvaise qualité. Cependant, conjointement avec Voiceprint, Cog Sinister édita de nouveau l'album en 2002 avec une qualité sonore grandement améliorée, et ajoutant les pistes des deux premiers singles du groupe, Bingo Master's Breakout et It's The New Thing. En 2004, Castle Music sortit une version double CD de l'album, masterisé à partir des bandes originales et avec un grand nombre de pistes supplémentaires.

#### Réédition de 2004
Disque 1
1. Frightened
2. Crap Rap 2 / Like to Blow
3. Rebellious Jukebox
4. No Xmas for John Quays
5. Mother-Sister!
6. Industrial Estate
7. Underground Medecin
8. Two Steps Back
9. Live at the Witch Trials
10. Futures and Pasts
11. Music Scene
12. Bingo-Master's Break-Out!
13. Psycho Mafia
14. Repetition
15. It's The New Thing
16. Various Times
17. Dresden Dolls
18. Psycho Mafia
19. Industrial Estate
20. Stepping Out
21. Last Orders

Les pistes 12 à 14 constituaient le EP Bingo Master's Break-Out!, publié en août 1978, les pistes 15 et 16 formant le second single du groupe, sorti en novembre 1978. Les pistes 17 à 19 sont tirées d'une cassette enregistrée au cours d'une répétition du groupe durant l'été 1977, qui étaient déjà apparues sur un single bootleg. Les pistes 20 et 21, déjà publiées sur la compilation Short Circuit: Live at the Electric Circus de Virgin Records, proviennent d'un enregistrement en concert d'octobre 1977.
Disque 2
1. Rebellious Jukebox
2. Mother-Sister!
3. Industrial Estate
4. Futures And Pasts
5. Put Away
6. Mess Of My
7. No Xmas For John Key
8. Like To Blow
9. Like To Blow
10. Stepping Ou"
11. Two Steps Back
12. Mess Of My
13. It's The New Thing
14. Various Times
15. Bingo-Master's Break-Out!
16. Frightened
17. Industrial Estate
18. Psycho Mafia
19. Music Scene
20. Mother-Sister!

Les pistes 1 à 4 forment la première session du groupe pour John Peel, les pistes 5 à 8 formant la deuxième. Les autres sont tirées de Liverpool 78, un album live enregistré à M. Pickwick's, Liverpool, le 22 août 1978 et publié le 4 juin 2001 par Cog Sinister. La qualité sonore est médiocre (on entend autant le public que le groupe, seules la basse et la voix étant clairement audibles), mais l'enregistrement présente un intérêt historique.

## Personnel
- Mark E. Smith - chant, guitare sur Live at the Witch Trials, bandes magnétiques sur Music Scene
- Martin Bramah - guitare, chœurs
- Marc Riley - basse
- Karl Burns - batterie
- Yvonne Pawlett - claviers

Au moment où l'album sortit, Burns avait déjà quitté le groupe ; le guitariste Martin Bramah fit de même peu après et s'en alla fonder Blue Orchids, Mark E. Smith devenant ainsi le dernier membre fondateur restant.